# Hernán Peirone
Hernán Gastón Peirone (Villa del Rosario, Provincia de Córdoba, Argentina, 28 de mayo de 1986) es un futbolista argentino. Juega como delantero centro y su equipo actual es el Asociación Deportiva y Cultural Luque de la Liga Independiente de Argentina. Tiene 38 años.
Esta retirado
Formó parte de la selección argentina en las categorías Sub-17 y Sub-20. Con la primera de ellas anotó 9 goles en 8 encuentros durante el Sudamericano Sub-17 de 2003, lo que le valió ser el máximo goleador del certamen. Dos años después, en la selección nacional Sub-20 durante el Sudamericano de la categoría en Colombia, fue compañero de Lionel Messi.

## Trayectoria
Se formó en las divisiones de San Lorenzo. Debutó en Primera División a los 17 años el 31 de marzo de 2004. Aquel día, su equipo cayó derrotado 0-4 ante Racing Club. Un año después, tendría una de sus actuaciones más ingualable al conseguir un hat-trick ante Boca Juniors por el Clausura 2005.
Durante su estancia el Látigo anotó un total de 12 goles.
En julio de 2009 fue contratado por el Emelec por un año. Con el equipo eléctrico anotó un total de 7 goles: 3 en la temporada 2009, otros 3 en la temporada 2010 y 1 en la Copa Sudamericana 2009. Se desligó del equipo ecuatoriano semanas antes que termine su contrato.
Luego, en agosto de 2010, fichó por San Luis de Quillota, equipo chileno que se encontraba comprometido con el ascenso. Durante los pocos meses que estuvo en Chile, jugó 14 partidos y marcó seis goles. Sin embargo, su equipo terminaría perdiendo la categoría.
Posteriormente, fue contratado por Alianza Lima para la temporada 2011 donde anotó 2 goles y fue despedido por bajo rendimiento.
En enero del 2012, Peirone regresa a jugar en Chile, pero para vestir la camiseta de Unión Temuco de Chile, equipo que milita en la Primera B de ese país.
Para la temporada 2013/2014, el "Látigo" regresa a su país, más precisamente a un club de la provincia que lo vio nacer, Córdoba; para disputar el Torneo Argentino B con Estudiantes de la ciudad de Río Cuarto.
En diciembre del 2013, Peirone vuelve otra vez a Chile, pero en esa ocasión, para jugar en Unión San Felipe, equipo que milita en la Primera B de ese país y en donde solo estuvo cuatro meses. Tras su desvinculación con la escuadra chilena, el cordobés vuelve a formar parte del club Estudiantes de Río Cuarto en donde jugaría durante el resto del año 2014.
En marzo de 2015, se confirma el arribo del delantero al Club Atlético Unión de Sunchales, equipo que milita en el Torneo Federal A.
En enero de 2016, completa su traspaso al Club Atlético Racing de Córdoba.
Tras un paso efímero, a mitad de 2016 fichó para Deportivo Español, equipo de la Primera B Metropolitana.

## Clubes
| Club                  | País      | Año       | PJ | Goles |
| --------------------- | --------- | --------- | -- | ----- |
| San Lorenzo           | Argentina | 2003-2009 | 54 | 12    |
| Emelec                | Ecuador   | 2009-2010 | 22 | 7     |
| San Luis de Quillota  | Chile     | 2010      | 13 | 6     |
| Alianza Lima          | Perú      | 2011      | 11 | 2     |
| Unión Temuco          | Chile     | 2012-2013 | 30 | 11    |
| Brasil de Farroupilha | Brasil    | 2013      | 17 | 14    |
| A. A. Estudiantes     | Argentina | 2013      |    |       |
| Unión San Felipe      | Chile     | 2014      | 9  | 4     |
| A. A. Estudiantes     | Argentina | 2014      |    |       |
| Unión Sunchales       | Argentina | 2015      | 5  | 0     |
| A. A. Estudiantes     | Argentina | 2015      |    |       |
| Racing de Córdoba     | Argentina | 2016      | 10 | 2     |
| Deportivo Español     | Argentina | 2016      | 0  | 0     |

## Estadísticas

### Tripletes
| Lista de partidos en los que anotó tres o más goles | Lista de partidos en los que anotó tres o más goles | Lista de partidos en los que anotó tres o más goles | Lista de partidos en los que anotó tres o más goles | Lista de partidos en los que anotó tres o más goles | Lista de partidos en los que anotó tres o más goles |
| N.º                                                 | Fecha                                               | Partido                                             | Goles                                               | Resultado                                           | Competición                                         |
| --------------------------------------------------- | --------------------------------------------------- | --------------------------------------------------- | --------------------------------------------------- | --------------------------------------------------- | --------------------------------------------------- |
| 1                                                   | 20 de febrero de 2005                               | San Lorenzo - Boca Juniors                          | Anotado · Anotado · Anotado                         | 3 - 0                                               | Torneo Clausura 2005                                |

## Palmarés

### Campeonatos nacionales
| Título           | Club                    | País      | Año    |
| ---------------- | ----------------------- | --------- | ------ |
| Primera División | San Lorenzo de Almagro  | Argentina | C-2007 |
| Título           | Club                    | País      | Año    |
| Torneo Regional  | Club Atlético Carcañará | Argentina | 2019   |

### Copas internacionales oficiales
| Título              | Equipo              | País      | Año  |
| ------------------- | ------------------- | --------- | ---- |
| Sudamericano Sub-17 | Selección Argentina | Argentina | 2003 |

### Copas internacionales amistosas
| Título                 | Club         | País    | Año  |
| ---------------------- | ------------ | ------- | ---- |
| Copa del Pacífico      | Emelec       | Ecuador | 2010 |
| Copa Ciudad de Rosario | Alianza Lima | Perú    | 2011 |

### Distinciones individuales
| Distinción                                  | Año  |
| ------------------------------------------- | ---- |
| Goleador del Campeonato Sudamericano Sub-17 | 2003 |